# Gelliodes licheniformis
Gelliodes licheniformis är en svampdjursart som först beskrevs av Jean-Baptiste Lamarck 1814.  Gelliodes licheniformis ingår i släktet Gelliodes och familjen Niphatidae. Inga underarter finns listade i Catalogue of Life.